# Galium productum
Galium productum är en måreväxtart som beskrevs av Richard Thomas. Lowe. Galium productum ingår i släktet måror, och familjen måreväxter. Inga underarter finns listade i Catalogue of Life.